# La Vamp du bahut
Pour plus de détails, voir Fiche technique et Distribution.
La Vamp du bahut (Mia moglie torna a scuola) est une comédie érotique italienne réalisée par Giuliano Carnimeo et sortie en 1981.

## Synopsis
Aristide Buratti est un riche épicier marié à la séduisante Valentina. Bien qu'ils semblent avoir un mariage heureux, Valentina se sent culturellement inférieure parce qu'elle a abandonné ses études secondaires. Malgré les objections de son mari, elle s'inscrit dans un lycée privé avec internat pour passer son certificat de maturité. Valentina pense que ses charmes naturels lui apporteront le succès devant le jury d'examen et elle devient inévitablement le centre d'attraction du personnel de l'école, en particulier du professeur ringard Pier Capponi. De son côté, Aristide est de plus en plus jaloux de Valentina. Il cherche maintenant à s'infiltrer dans l'école en se déguisant et commence à corrompre le concierge pour servir cette fin.

## Fiche technique
- Titre français : La Vamp du bahut ou Ma femme retourne à l'école[1]
- Titre original italien : Mia moglie torna a scuola[2]
- Réalisateur : Giuliano Carnimeo
- Scénario : Gianfranco Couyoumdjian (it), Carlo Veo, Giorgio Mariuzzo (it)
- Photographie : Sebastiano Celeste (it)
- Montage : Alberto Moriani (it)
- Musique : Walter Rizzati
- Décors : Antonio Visone (it)
- Production : Gianfranco Couyoumdjian (it)
- Sociétés de production : Flora Film
- Pays de production :  Italie
- Langue originale : italien
- Format : Couleur - Son mono
- Durée : 80 minutes
- Genre : Comédie érotique italienne
- Dates de sortie :
  - Italie : 24 juillet 1981
  - France : 29 juin 1983[1]

## Distribution
- Renzo Montagnani : Aristide Buratti
- Carmen Russo : Valentina Buratti
- Cinzia De Ponti : l'amie de Valentina.
- Marisa Merlini : la maîtresse d'école
- Enzo Robutti : Professeur Giuseppe Piercapponi
- Toni Ucci : Gustavo, le concierge
- Roberto Gallozzi : Achille
- Enzo Andronico : Le président de la commission
- Jimmy il Fenomeno : Oscar, le client de l'épicerie fine
- Fabio Grossi (it) : un étudiant
- Tom Felleghy : Ministre de l'éducation
- Harukiko Yamanouchi : un touriste
- Nicoletta Piersanti : étudiant